# Siccia tripuncta
Siccia tripuncta är en fjärilsart som beskrevs av Alfred Ernest Wileman. Siccia tripuncta ingår i släktet Siccia och familjen björnspinnare. Inga underarter finns listade i Catalogue of Life.